# Кулісоподібна складчастість
Кулісоподі́бна скла́дчастість (рос. кулисообразная складчатость, англ. echelon folding, нім. kulissenartig angeordnete Falten f pl) — складчастість, що характеризується розташуванням складок гірських порід у формі паралельних відрізків, які зміщені у плані один відносно одного.

## Різновиди складчастості
| - Атектонічна складчастість - Складчастість платформна - Складчастість течії - Складчастість діапірова - Складчастість постумна - Складчастість гравітаційна - Складчастість брилова - Складчастість голоморфна - Складчастість ідіоморфна - Складчастість дисгармонійна - Складчастість нагнітання | - Складчастість куполоподібна - Складчастість успадкована - Складчастість конседиментаційна - Кулісоподібна складчастість - Складчастість паралельна - Складчастість накладена - Складчастість головна - Складчастість поперечна - Складчастість проміжна - Складчастість консеквентна - Складчастість бокового тиску |